# Pelidnota porioni
Pelidnota porioni är en skalbaggsart som beskrevs av Soula 2010. Pelidnota porioni ingår i släktet Pelidnota och familjen Rutelidae. Inga underarter finns listade i Catalogue of Life.